# Bino
Benedetto Arico (Palermo, 24 april 1953 – aldaar, 19 oktober 2010), bekend onder zijn artiestennaam Bino, was een wereldberoemd Italiaans zanger. Aanvankelijk studeerde hij architectuur om het bedrijf van zijn vader over te kunnen nemen, maar later overtuigde hij zijn ouders ervan dat dit niet hoefde, en besloot hij uit Italië te emigreren.
Hij reisde in 1975 naar het noorden, en kwam in 1978 in Hamburg aan. Producers in deze stad gaven hem als zanger een kans door hem het lied Mama Leone, waarvan de Duitstalige versie geschreven was door Drafi Deutscher, in het Italiaans te laten zingen. Datzelfde jaar nog behaalde hij met dit nummer een hoge plaats in de hitparade, zowel in Duitsland als in Oostenrijk en andere landen. Zowel de Duitstalige versie als de Italiaanse werden succesvol, en de laatste behaalde zelfs de eerste plaats.
Later ging Bino op het Spaanse eiland Majorca wonen.
Bino overleed uiteindelijk op 57-jarige leeftijd aan een hersentumor in zijn geboortestad.

## Discografie

### Singles
| Single met eventuele hitnotering(en) in de Nederlandse Top 40 | Datum van verschijnen | Datum van binnenkomst | Hoogste positie | Aantal weken | Opmerkingen |
| ------------------------------------------------------------- | --------------------- | --------------------- | --------------- | ------------ | ----------- |
| Mama Leone                                                    |                       | 3-3-1979              | 9               | 10           |             |